# Megaselia peyresquensis
Megaselia peyresquensis är en tvåvingeart som beskrevs av Yves Delage 1974. Megaselia peyresquensis ingår i släktet Megaselia och familjen puckelflugor.
Artens utbredningsområde är Frankrike. Arten är reproducerande i Sverige. Inga underarter finns listade i Catalogue of Life.